# Jully-sur-Sarce
Jully-sur-Sarce ist eine französische Gemeinde mit 221 Einwohnern (Stand: 1. Januar 2022) im Département Aube in der Region Grand Est (vor 2016 Champagne-Ardenne). Sie gehört zum Arrondissement Troyes und zum Kanton Bar-sur-Seine.

## Lage
Jully-sur-Sarce liegt etwa 24 Kilometer südöstlich von Troyes an der Sarce, einem Nebenfluss der Seine.
Nachbargemeinden sind Fouchères und Virey-sous-Bar im Norden, Bourguignons im Nordosten, Bar-sur-Seine im Osten, Villemorien im Süden, Vougrey im Südwesten, Lantages im Westen und Südwesten sowie Rumilly-lès-Vaudes im Westen und Nordwesten.

## Bevölkerungsentwicklung
| Jahr                      | 1962 | 1968 | 1975 | 1982 | 1990 | 1999 | 2006 | 2011 | 2016 |
| ------------------------- | ---- | ---- | ---- | ---- | ---- | ---- | ---- | ---- | ---- |
| Einwohner                 | 304  | 276  | 255  | 248  | 252  | 274  | 293  | 285  | 249  |
| Quelle: Cassini und INSEE |      |      |      |      |      |      |      |      |      |

## Sehenswürdigkeiten
- Kirche Saint-Louis aus den 19. Jahrhundert, Monument historique seit 1926

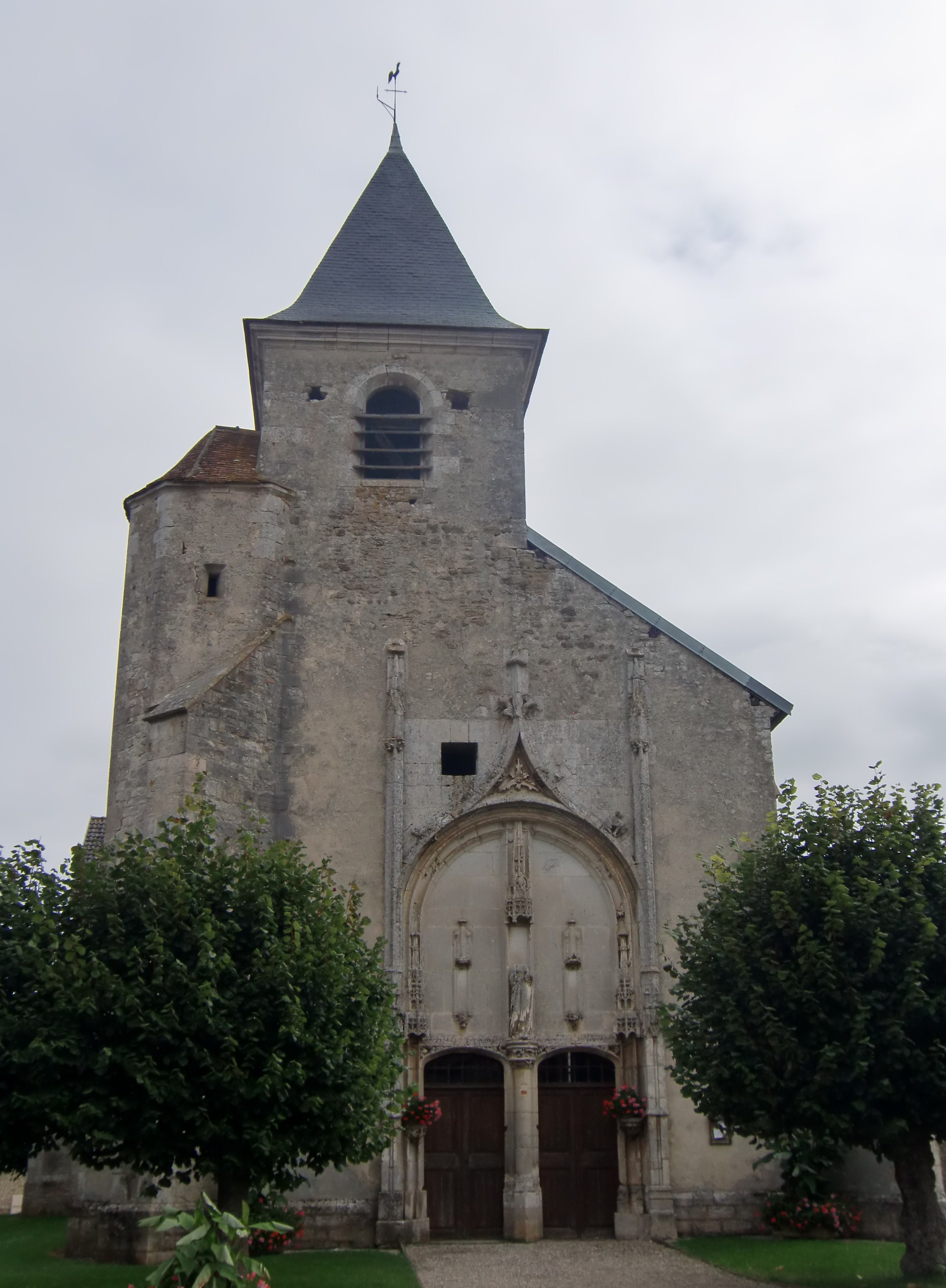
Kirche Saint-Louis

## Persönlichkeiten
- Humbelina von Jully-sur-Sarce (gestorben vor 1136), Benediktinerin, Priorin, selig seit 1703